# 丹韋 (伊利諾伊州)
凱薩琳（英語：Catharine）是位於美國伊利諾伊州拉薩爾縣的一個非建制地區。該地的面積和人口皆未知。

## 地理
凱薩琳的座標為41°31′23″N 88°43′09″W / 41.52306°N 88.71917°W，而該地的平均海拔高度為196米（即643英尺）。